# チョネ・コロインドゥアンドゥア
チョネ・コロインドゥアンドゥア（Jone Koroiduadua、1997年2月23日 - ）は、スーパーラグビー・パシフィックフィジアン・ドゥルアに所属するラグビー選手。

## プロフィール
- フィジー・ナドロガ＝ナヴォサ出身。
- ポジションはプロップ(PR)。
- 身長 182cm、体重 114kg
- フィジー代表キャップは2（2024年3月現在）でラグビーワールドカップ2023のフィジー代表に選ばれた[1]。

## 略歴
ASMクレルモン・オーヴェルニュを経て、2021年、フィジアン・ドゥルアに加入。